# Courtney Ford
Pour les articles homonymes, voir Ford (homonymie).
Courtney Ford est une actrice américaine née le 27 juin 1978 à Huntington Beach. Apparue dans de nombreuses séries télévisées, elle a eu des rôles récurrents dans Dexter et Legends of Tomorrow.

## Biographie
Elle est née à Huntington Beach dans le comté d'Orange en Californie. et déménage à Los Angeles pour poursuivre sa carrière d'actrice. 

### Vie privée
Elle est en couple avec l'acteur Brandon Routh depuis 2006. Ils se marient en novembre 2007 . Le couple a accueilli son premier enfant, un petit garçon nommé Leo James, né le 10 août 2012,.

## Filmographie

### Cinéma
- 1998 : BASEketball : Scoreboard Girl
- 2004 : Outside (court métrage) : Devi
- 2006 : Denial (court métrage)
- 2008 : Alien Raiders : Sterling
- 2008 : Lie to Me (Fling) : Sam
- 2011 : Missing William : Abigail Leeds
- 2011 : The Good Doctor : Stéphanie
- 2011 : Sironia : Amanda
- 2015 : Meet my Valentine : Valentine Bishop
- 2017 : August Creek : Erica
- 2018 : Front Runner : Le Scandale (The Front Runner) : Lynn Armandt

### Télévision
- 2000 : Profiler (série télévisée) (Saison 4, épisode 12)
- 2000 : Moesha (série télévisée) : Rita (Saison 6, épisode 18)
- 2003 : Agence Matrix : Staci (Saison 1, épisode 9)
- 2006 : Just for Kicks (série télévisée) (Saison 1, épisode 11)
- 2006 : Ugly Betty (série télévisée) : M.W. (Saison 1, épisode 10)
- 2008 : Monk (série télévisée) : Emily Carter (Saison 7, épisode 8)
- 2008 : How I Met Your Mother (série télévisée) : Vicky (Saison 4, épisode 9)
- 2008 : Esprits criminels (série télévisée) : Austin (Saison 4, épisode 9)
- 2008 : Cold Case (série télévisée) : Tory Roberts (Saison 6, épisode 13)
- 2009 : Dexter (série télévisée) : Christine Hill (Saison 4, 11 épisodes)
- 2010 : Human Target : La Cible (série télévisée) : Laura (Saison 1, épisode 2)
- 2010 : Grey's Anatomy (série télévisée) : Jill Meyer (Saison 6, épisode 16)
- 2010 : NCIS : Enquêtes spéciales (série télévisée) : Kaylen Burrows (Saison 7, épisode 23)
- 2010 : Vampire Diaries (série télévisée) : Vanessa Monroe (Saison 2, épisode 3)
- 2011 : True Blood (série télévisée) : Portia Bellefleur (Saison 4, 5 épisodes)
- 2011 : Drop Dead Diva (série télévisée) : Gwen Walsh (Saison 3, épisode 12)
- 2011 : Les Experts : Manhattan (série télévisée) : Nicole Moore (Saison 8, épisode 3)
- 2011 : NTSF:SD:SUV:: (série télévisée) : European Woman (Saison 1, épisode 12)
- 2011 : The Big Bang Theory (série télévisée) : Alice (Saison 5, épisode 7)
- 2011 : Hawaii 5-0 (série télévisée) : Suzy Green (Saison 2, épisode 9)
- 2012 : Parenthood (série télévisée) : Lily (Saison 3, 6 épisodes)
- 2014 : Revenge (série télévisée) : FBI Agent Kate Taylor (Saison 4, 3 épisodes)
- 2015 : Les Prisonnières (Kept Woman) (téléfilm) : Jessica Crowder
- 2016-2018 : Supernatural : Kelly Kline  (saisons 12 à 14, 7 épisodes)
- 2017-2021 : Legends of Tomorrow : Eleanor "Nora" Darhk
- 2017 : Un simple baiser (téléfilm) : Erica
- 2021 : The Flash : Eleanor "Nora" Darhk (Saison 8, épisode 5)
- 2022 : The Rookie: Feds

### Jeux vidéo
- 2008 : Gears of War 2 : Maria (voix)
- 2015 : Fallout 4 : Piper (voix)

## Voix françaises
En France, Sara Viot est la voix française régulière de Courtney Ford depuis la série Dexter en 2009.
En France
| - Sara Viot dans (les séries télévisées) : - Dexter - Grey's Anatomy - NCIS : Enquêtes spéciales - Drop Dead Diva - Les Experts : Manhattan - Parenthood - First Murder - Revenge - Code Black - Castle - Doubt : Affaires douteuses - Un simple baiser (téléfilm) - Legends of Tomorrow | et aussi - Barbara Beretta dans True Blood (série télévisée) - Julia Boutteville dans The Big Bang Theory (série télévisée) - Christèle Billault dans Hawaii 5-0 (série télévisée) - Élisabeth Ventura dans Vampire Diaries (série télévisée) - Noémie Orphelin dans Les Prisonnières (téléfilm) - Anne Rondeleux dans Mon meilleur ennemi (téléfilm) - Claire Baradat dans Supernatural (série télévisée) |